# Diario de Ávila
El Diario de Ávila es un periódico español cuyo ámbito de difusión corresponde a la provincia de Ávila. Nacido en 1898, en la actualidad forma parte del grupo «Promecal». Ha sido considerado por Antonio Checa Godoy como el «principal periódico en la historia del periodismo abulense».

## Historia
El periódico nació el 24 de noviembre de 1898, bajo la denominación «El Diario de Ávila». Su precedente fue El Eco de la Verdad, surgido diez años antes, pero puede ser considerado a todos los efectos como una prolongación en el tiempo de aquel.
Los orígenes de El Eco de la Verdad se remontan al año 1888 y su fundador fue Cayetano González Hernández, que llegó a Ávila en 1876 y allí montó una imprenta, creando poco después esa publicación. En 1898 la publicación fue cedida gratuitamente por su fundador y propietario a Esteban Paradinas López y Pablo Hernández de la Torre, continuadores de la gestión empresarial y periodística. Por entonces, El Eco de la Verdad aparecía dos veces por semana, pasando a ser diario ese mismo año. El 17 de noviembre de 1898 el Gobierno clausuró El Eco de la Verdad por sus encendidas críticas políticas a los gobernantes de la época; el 24 de noviembre apareció por primera vez El Diario de Ávila. La transformación fue más allá del cambio de nombre y también incluyó un cambio en la línea editorial.
El diario, que llegó a pertenecer a la Editorial Católica Abulense, mantuvo una línea editorial católica y cercana a los planteamientos de El Debate. Durante la Segunda República fue una publicación próxima a la CEDA, editándose con carácter vespertino. Continuaría editándose tras el estallido de la Guerra civil, en 1936.

## Hemeroteca
El ejemplar más antiguo que se conserva en la hemeroteca de la editorial es el número 628 de El Eco de la Verdad, del 8 de enero de 1898; la colección de El Diario de Ávila se conserva completa, desde su primer número.